# Marcel Huot
Marcel Huot   (Épernay, 9 de setembre de 1896 - Pantin, 23 d'abril de 1954) va ser un ciclista francès, professional entre el 1921 i el 1931. El seu èxit esportiu més destacat fou una victòria d'etapa al Tour de França de 1928.

## Palmarès
- 1921
  - 1r a la París-Armentières
- 1922
  - 1r al Circuit des Monts du Roannais
- 1928
  - Vencedor d'una etapa al Tour de França

### Resultats al Tour de França
- 1923. 10è de la classificació general
- 1924. Abandona (8a etapa)
- 1926. Abandona (10a etapa)
- 1927. Abandona (9a etapa)
- 1928. 9è de la classificació general. Vencedor d'una etapa
- 1929. Abandona (14a etapa)
- 1930. Abandona (14a etapa)